# Azara (Pflanzengattung)
Die Azara sind eine Pflanzengattung in der Familie der Weidengewächse (Salicaceae). Die etwa zehn Arten sind in den gemäßigten bis subtropischen Gebieten Südamerikas heimisch.

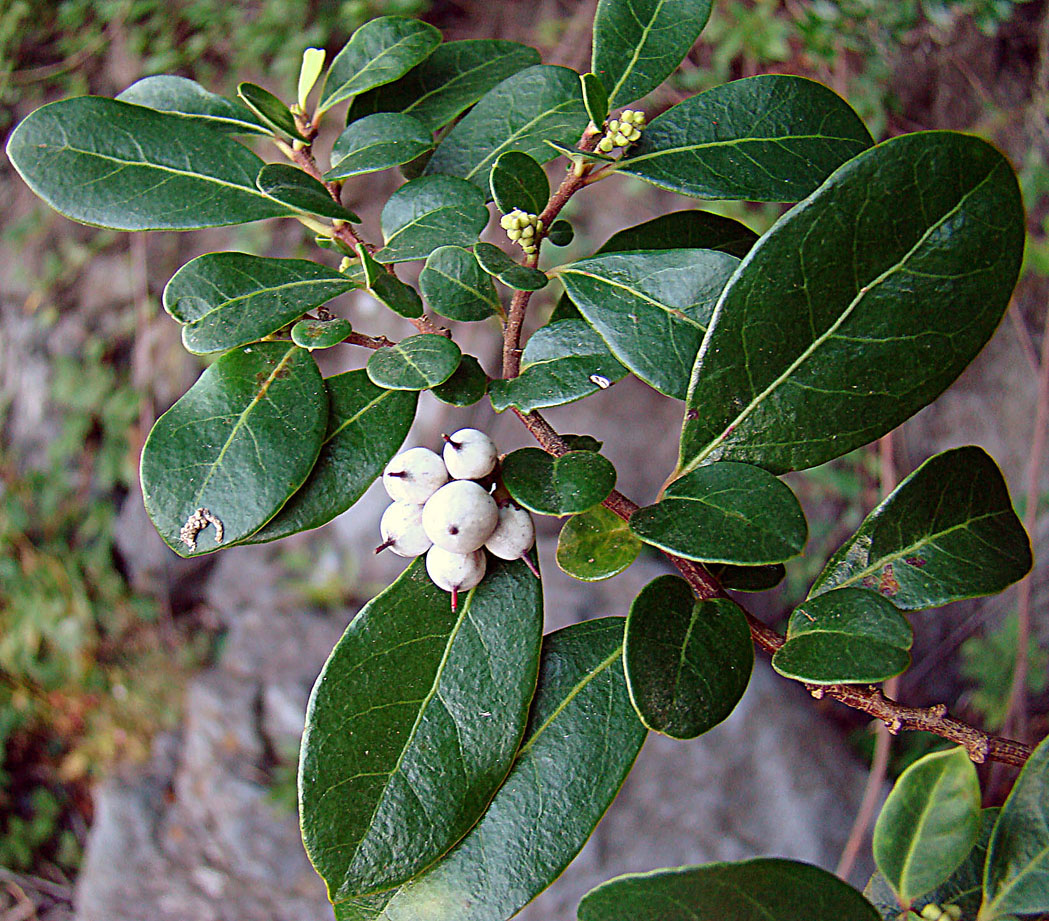
Azara integrifolia mit Früchten

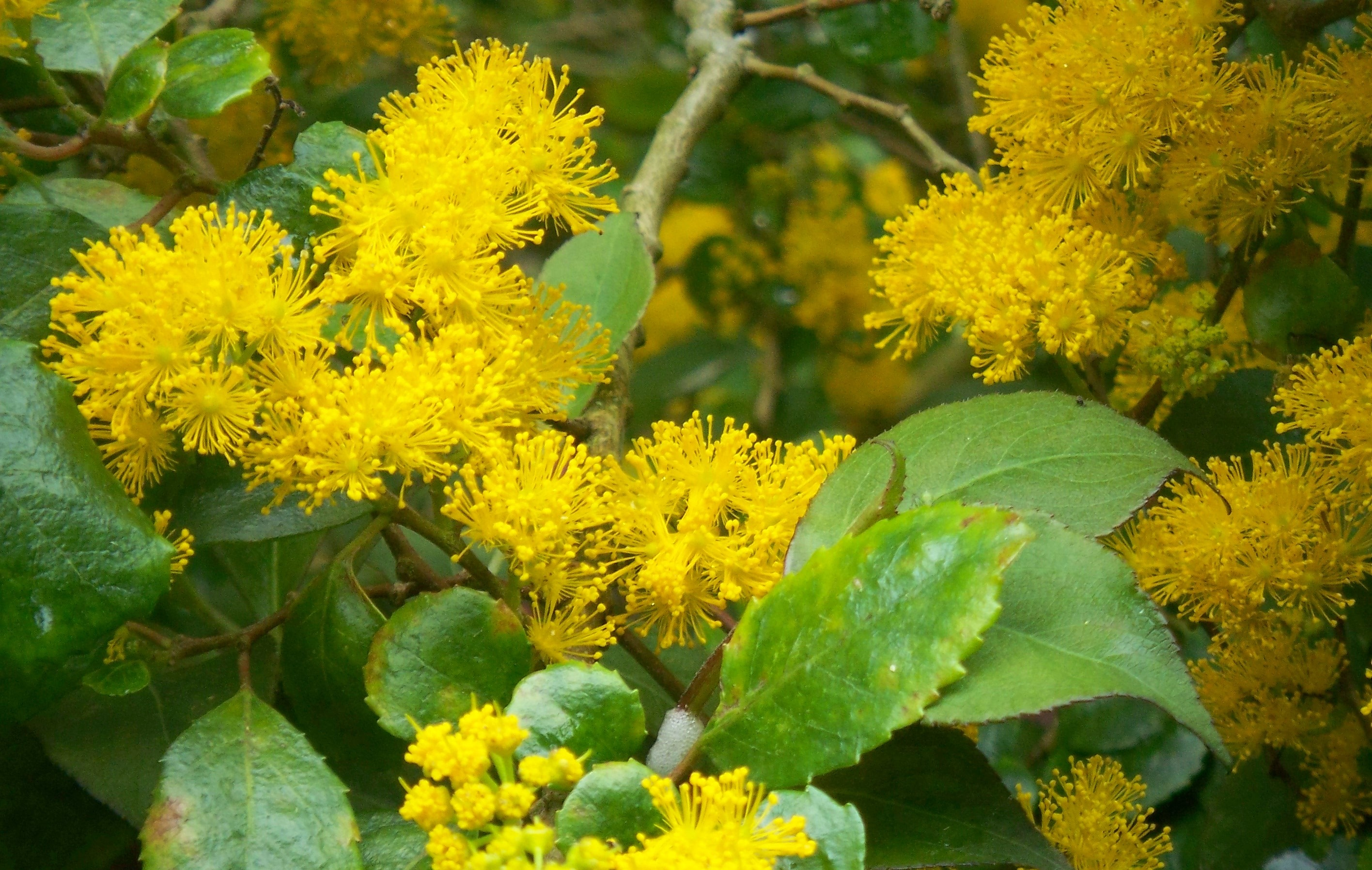
Azara serrata

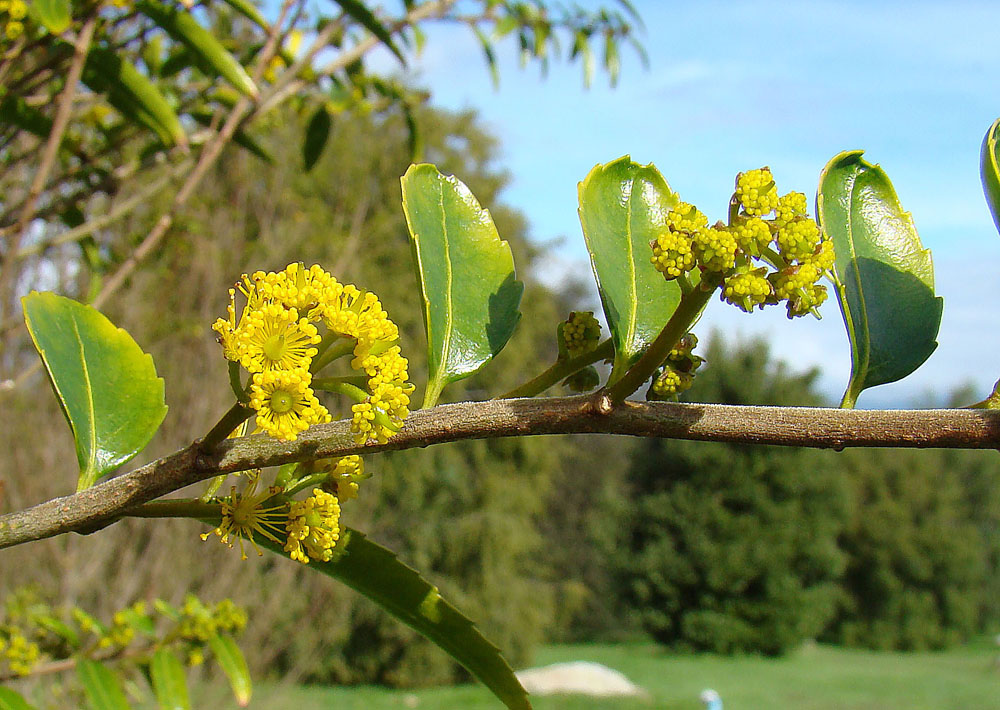
Azara dentata

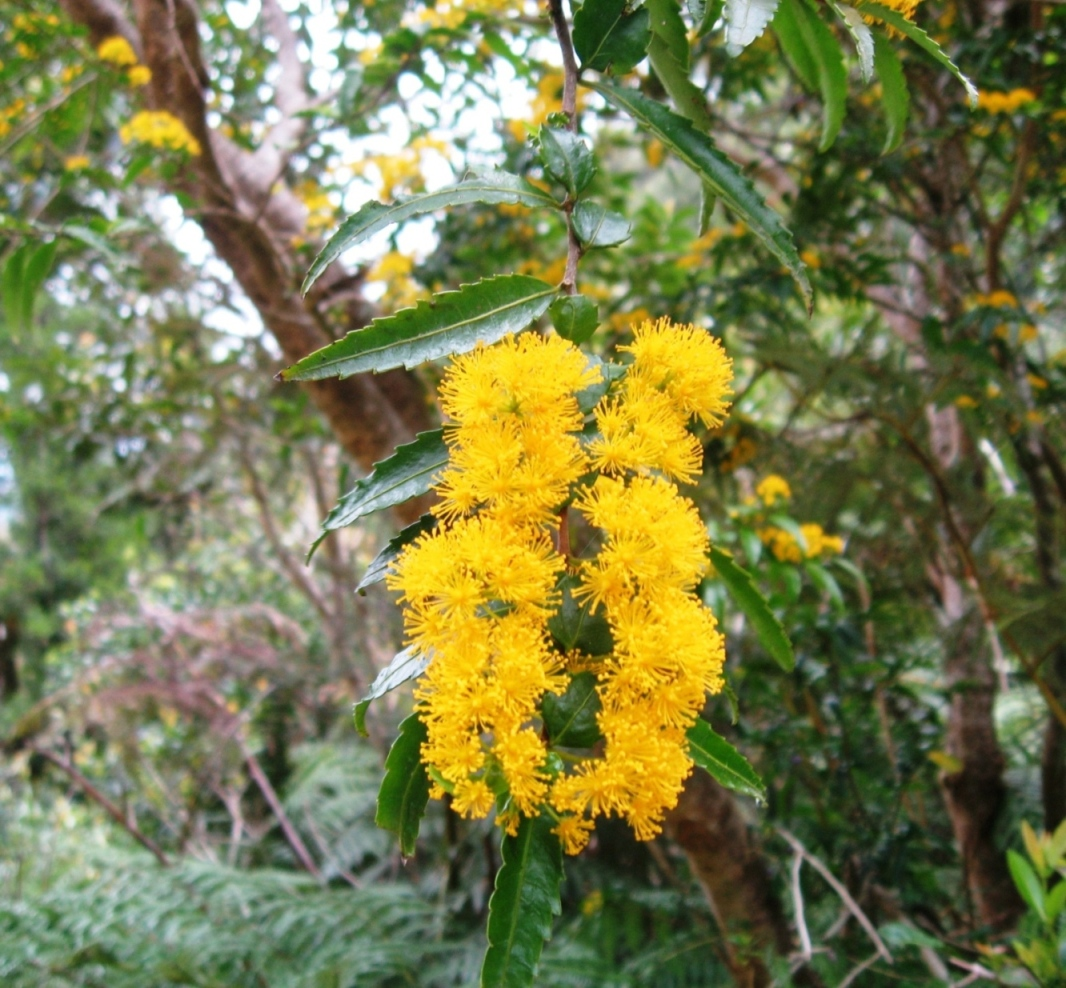
Azara lanceolata

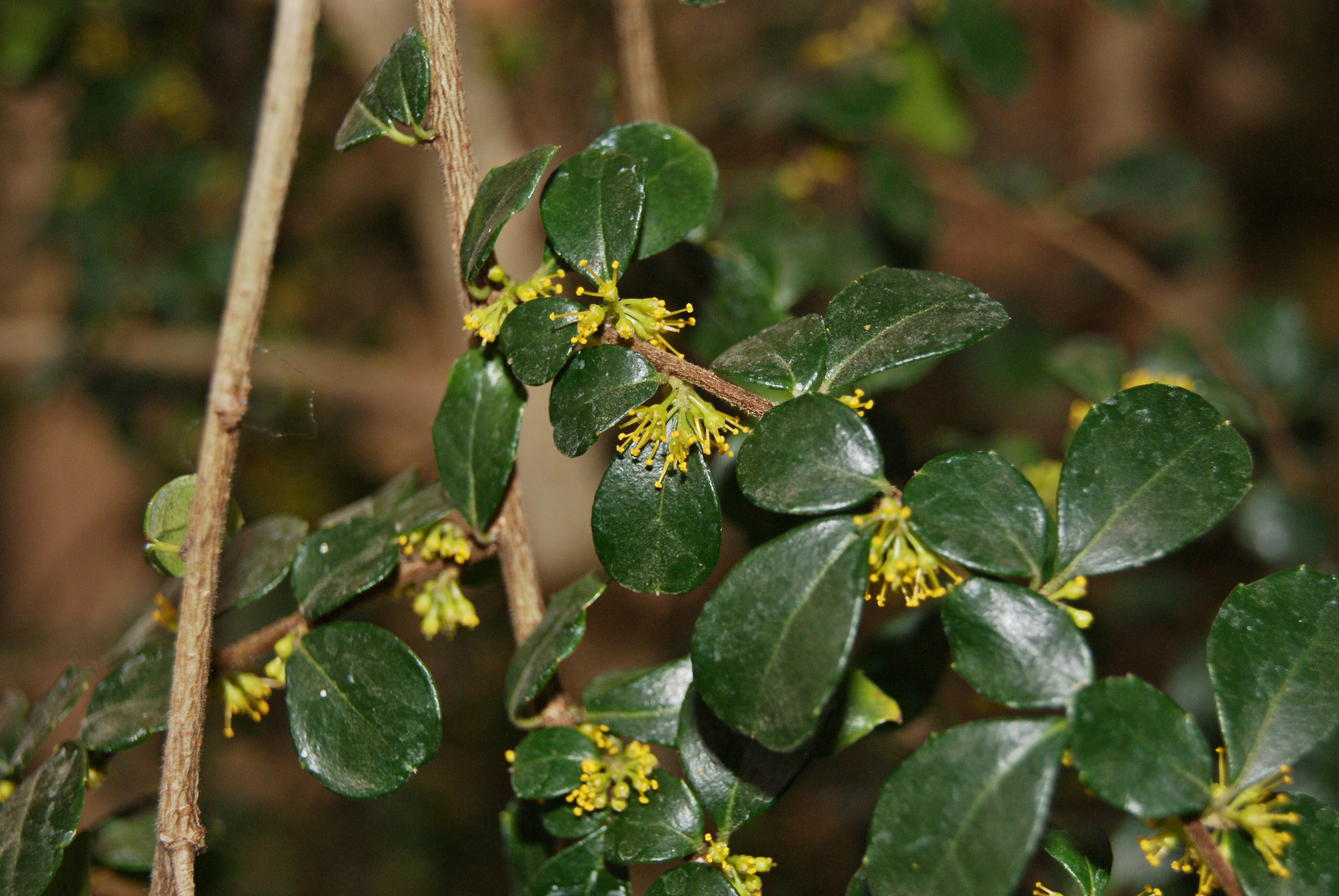
Azara microphylla

## Beschreibung
Bei Azara-Arten es handelt sich um immergrüne Bäume und Sträucher, die Wuchshöhen zwischen 1 und 8 Meter erreichen. Die wechselständig angeordneten, einfachen, gestielten Laubblätter sind zwischen 1 und 9 cm lang und zwischen 0,5 und 5 cm breit. Bei einigen Arten erscheinen die Blätter gegenständig, dieser täuschende Eindruck wird durch eine Verdickung des nur einen, blattartig vergrößerten Nebenblattes hervorgerufen. Wobei das eigentliche Blatt hier auch als Umwandlung des zweiten Nebenblattes verstanden wird. Auch noch andere, reduzierte Nebenblattstrukturen können vorkommen. Die ledrigen, fast kahlen Blätter sind eiförmig bis verkehrt-eiförmig oder lanzettlich, manchmal leicht herzförmig, gezähnt bis gesägt bis fast ganz und spitz bis stumpf oder eingebuchtet.
Die Blütezeit liegt im Frühjahr. Es werden achselständige, büschelige oder traubige bis doldige Blütenstände gebildet. Die kleinen, meist duftenden, meist zwittrigen oder männlichen Blüten sind vier- bis sechszählig mit einfacher Blütenhülle. Die vier bis sechs Kelchblätter sind gelb-grünlich. Die Blüten weisen keine Kronblätter auf. Die vielen bis wenigen, langen, oftmals leuchtend gelben Staubblätter sind auffällig. Der einkammerige Fruchtknoten ist oberständig, die kopfige Narbe ist klein. Es sind Nektardrüsen vorhanden.
Es werden bei Reife rote bis schwarze, wenigsamige Beeren mit Durchmessern von 3 bis 10 mm, mit Kelchresten gebildet.

## Systematik
Die Gattung Azara wurde 1794 durch Hipólito Ruiz López und José Antonio Pavón y Jiménez in Florae Peruvianae, et Chilensis Prodromus, S. 79, Tafel 36 aufgestellt. Als Lectotypusart wurde 1953 Azara serrata Ruiz & Pav. durch Hermann Otto Sleumer in Lilloa, Volume 26, S. 28 festgelegt. Der Gattungsname Azara ehrt den spanischen Diplomaten und Kunstmäzen José Nicolás de Azara (1730–1804).  Ein Synonym für Azara Ruiz et Pav. ist Arechavaletaia Speg.
Die Gattung Azara gehört zur Familie der Salicaceae. Die Gattung Azara wurde in die ehemaligen Familie der Flacourtiaceae eingeordnet.
In der Gattung Azara gibt es etwa zehn Arten:
- Azara alpina Poepp. & Endl.: Chile und Argentinien.[7]
- Azara celastrina D.Don: Zentrales Chile.[7]
- Azara dentata Ruiz & Pav.: Zentrales und südlich-zentrales Chile.[7]
- Azara integrifolia Ruiz & Pav.: Zentrales und südliches Chile.[7]
- Azara lanceolata Hook.f.: Chile und südliches Argentinien.[7]
- Azara microphylla Hook.f.: Mit fächerförmigen Zweigen und kleinen, dunkel glänzenden Blättern. Zentrales und südliches Chile bis südliches Argentinien.[7]
- Azara petiolaris (D.Don) I.M.Johnst.: Mit glatten ovalen Blättern. Zentrales Chile.[7]
- Azara salicifolia Griseb.: Südöstliches Bolivien bis nordöstliches Argentinien.[7]
- Azara serrata Ruiz & Pav.: Zentrales und südliches Chile.[7]
- Azara uruguayensis (Speg.) Sleumer: Südöstliches und südliches Brasilien bis Uruguay.[7]